# SNNB 1–5
Die 1908 gegründete dänische Privatbahngesellschaft Stubbekøbing-Nykøbing-Nysted Banen beschaffte für die Betriebsaufnahme ihrer Bahnstrecke Stubbekøbing–Nykøbing–Nysted im Jahre 1910 fünf C-gekuppelte Dampflokomotiven. Diese Tenderlokomotiven erhielten von der Gesellschaft die Betriebsnummern SNNB 1–5.

## Geschichte
Bei der Errichtung der Bahnstrecke Stubbekøbing–Nykøbing–Nysted war den Verantwortlichen der Stubbekøbing-Nykøbing-Nysted Bane bewusst, dass der Transport von Zuckerrüben einen Großteil der Frachtmenge bilden würde. Deshalb wurden für Privatbahnverhältnisse schwere Lokomotiven bestellt, die für die 450–500 Tonnen schweren Rübenzüge geeignet waren. Die Wahl traf den deutschen Hersteller Maffei, der die fünf Heißdampftenderlokomotiven mit den Fabriknummern 3171 bis 3175 baute und 1910 lieferte.
Mit der Höchstgeschwindigkeit von 50 km/h waren sie für den Güterverkehr gut geeignet. Für die Personenzüge waren sie unhandlich und zu schwer für die leichte Strecke.

## Verbleib
Die SNNB 1 wurde 1930 abgestellt, danach ausgemustert und 1933 zur Verschrottung verkauft. Die SNNB 4 wurde 1960 abgestellt und 1961 ausgemustert. Im gleichen Jahr wurde sie an Joseph Levin in Kopenhagen zur Verschrottung verkauft. Die SNNB 5 wurde 1962 an die Maribo–Bandholm Jernbane Selskab (MBJ) ausgeliehen. Dort wurde sie 1966 ausgemustert und verschrottet.
Die SNNB 3 erhielt 1963 eine Hauptuntersuchung, wurde aber schon 1966 ausgemustert. Es erfolgte ein Verkauf an den Privatmann Frank Hermind, der die Lokomotive zwischen 1970 und 1978 der Tølløsebanen (Slagelse–Høng–Tølløse) zur Verfügung stellte. 1979 wurde sie bei der Skælskørbane im Museumsbetrieb verwendet. 1997 wurde die Lokomotive an das Jernbanemuseet verkauft, verblieb jedoch bis zur Stilllegung der Museumsbahn 2009 in Skælskør. Am 16. März 2009 wurde sie nach Odense überführt und dort bis 2015 im Museum ausgestellt. Seit 2017 gehört sie dem Dansk Jernbane-Klub für den Betrieb auf der Museumsbahn Maribo–Bandholm. Seit 2018 ist sie in Maribo, taucht jedoch in der Liste der dortigen Museumsfahrzeuge nicht auf.

### APB 33
Als erste Lokomotive verließ die SNNB 2 die Heimatstrecke. Schon am 15. Juli 1915 wurde sie für 20.300 Kronen an die Aalborg Privatbaner verkauft und erhielt die Betriebsnummer APB 33. Dort erfolgte ein Umbau: Überhitzer, Turbogenerator und Kohlenkasten hinter dem Führerhaus wurden entfernt und dafür seitliche Kohlenbehälter angebracht. Danach wurde sie im Rangierdienst in Aalborg verwendet. Sie war bis 1952 im Einsatz, wurde danach ausgemustert und verschrottet.

## Technik
Die Maschinen waren ein Maffei-Produkt, das viele Ähnlichkeiten mit den bayerischen Staatsbahnlokokomtiven hatte, wie den kleinen Rohrüberhitzer, die außenliegenden Zylinder, den Wasserkasten zwischen den Rahmenseiten und den gusseisernen Schornstein.
Die mit Heusinger-Steuerung ausgerüsteten Lokomotiven besaßen einen großzügig dimensionierten Dampfkessel mit Rundschiebern, Vakuumbremse, Handbremse, einen Sandkasten auf dem Kesselrücken mit Sandrohren vor und hinter dem mittleren Radsatz sowie einen Turbogenerator für die elektrische Zugbeleuchtung, die mit einer Spannung von 65 Volt betrieben wurde. Die Lokomotiven selbst hatten jedoch Petroleumlampen.
Auf dem Kessel saß ein Ramsbottom-Sicherheitsventil.